# Mario Giordana

Erzbischofswappen von Mario Giordana

Mario Giordana (* 16. Januar 1942 in Barge, Provinz Cuneo, Italien) ist ein italienischer Geistlicher und emeritierter Erzbischof sowie Diplomat des Heiligen Stuhls.

## Leben
Mario Giordana empfing am 25. Juni 1967 die Priesterweihe. Papst Paul VI. verlieh ihm am 5. Oktober 1977 den Ehrentitel Kaplan Seiner Heiligkeit (Monsignore); Papst Johannes Paul II. verlieh ihm am 3. Oktober 1990 den Titel Ehrenprälat Seiner Heiligkeit.
Am 27. April 2004 ernannte ihn Papst Johannes Paul II. zum Titularerzbischof von Minora und zum Apostolischen Nuntius in Haiti. Die Bischofsweihe spendete ihm Kardinalstaatssekretär Angelo Sodano, am 29. Mai desselben Jahres; Mitkonsekratoren waren Paolo Romeo, Apostolischer Nuntius in Italien und San Marino, und Giuseppe Guerrini, Bischof von Saluzzo.
Papst Benedikt XVI. ernannte ihn am 15. März 2008 zum Apostolischen Nuntius in der Slowakei. Seine Amtszeit als Apostolischer Nuntius endete mit der Ernennung seines Nachfolgers Giacomo Guido Ottonello am 1. April 2017 und er trat in den altersbedingten Ruhestand.
Am 4. Oktober 2017 ernannte ihn Papst Franziskus zum Mitglied der Kongregation für die Evangelisierung der Völker und am 15. Dezember 2018 zum Mitglied der Kongregation für die Selig- und Heiligsprechungsprozesse.